# Georg Riha
Georg Riha (* 28. August 1951 in Wien) ist ein österreichischer Fotograf und Filmemacher.

## Leben und Wirken
Georg Riha war in seiner Schulzeit als Ruderer sportlich aktiv (1968 und 1969 3 × Juniorenstaatsmeister, 1969 Silber bei der Junioren-WM im Achter). Nach dem Militärdienst war er ab 1971 Student auf der Hochschule für Bodenkultur. Ab 1972 studierte er an der Universität für Musik und darstellende Kunst Wien, Abteilung Film und Fernsehen (Filmakademie) das Fach „Kamera“. Noch während seines Studiums gründete er 1975 die FWG Foto Werbe GmbH. Über viele Jahre arbeitete er ausschließlich als Fotograf. Über die Werbe-, Industrie- und Architekturfotografie landete er 1984 bei der Flugfotografie. Ab 1988 kehrte er auch wieder zur Filmkamera und der Gestaltung von Bewegtbild zurück. Die Faszination für den „höheren Blick“ auf die Welt und der Wunsch, diesen auch fotografisch/filmisch festhalten zu können, war die Triebfeder für mehrere Eigenentwicklungen im Bereich Kameratechnik, wie etwa der Seilkamera CAMCAT.

## Technische Entwicklungen

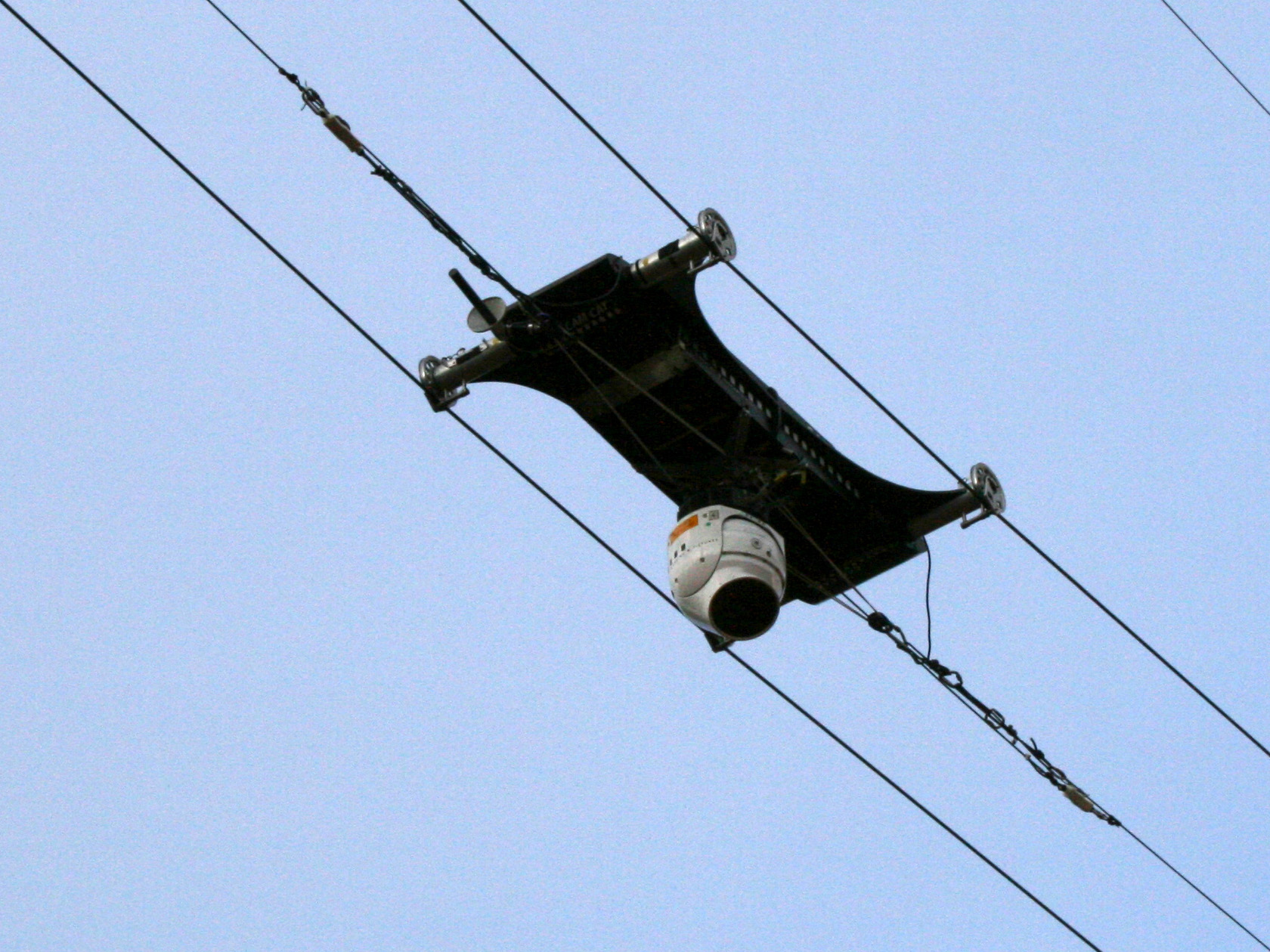
CAMCAT

Für die Realisierung außergewöhnlicher Blickwinkel und Kamerafahrten entwickelte und benutzt er
- In den 80er Jahren eine Reihe sehr leichter, funkferngesteuerter Neigeköpfe mit Lichtleiter und Videoausspiegelung (u. a. für die Hasselblad)
- Ab 1986 den pneumatischen 20m Teleskopmast
- Ab 1989 die Helium-Zeppelins „CAMBLIMP 40/200/400“
- Ab 1993 die Seilkamera CAMCAT (konstruiert von Victor Alder)
- Ab 1997 die Zeitrafferkamera (Timelapse) CAM35TL (entwickelt von Manfred Gruber)[1]
- Ab 2010 die programmierbare Drohne „Airdisk“ mit Heliumfüllung.

1994 errichtete Riha seinen Studiokomplex in Pressbaum (Studios, Ateliers, Werkstätten, Produktionsbüros, Postproduction Facilities, Archiv, Tonstudio).
Der breiten internationalen Öffentlichkeit bekannt wurde Riha 1997 mit einer Dokumentation über den Stephansdom in der Sendereihe Universum des Österreichischen Rundfunks. Neben der Romy in der Sparte „Beste Kamera“ wurden ihm dafür mehrere internationale Preise verliehen. Zuvor entstand noch eine Universum Produktion über die Wiener Wasser Versorgung „Wasserwege“. Es folgten viele weitere Dokumentationen über österreichische Monumente mit höchstem Qualitätsanspruch wie z. B. Glockner – der schwarze Berg, Schönbrunn – Quelle der Schönheit, Wachau – Land am Strome und Salzburg – Im Schatten der Felsen.
Für die Weltausstellung in Hannover 2000 produzierte er den Film Visions of Austria und als weiteren Höhepunkt im Jahr 2000 den Film Tirol – Land im Gebirg mit Musik von Philip Glass.
Im Bereich der Dienstleistung kam die CAMCAT kam u. a. beim Champions-League-Finale im Pariser Stade de France (2000) und weiteren Champions-League-Spielen, beim Janet Jackson Konzert im New Yorker Madison Square Garden (Emmy Award 1999 für „Special Camera Operating“), bei Pferderennen in Ascot (2000 bis 2004 und 2006 bis 2007), bei den Olympischen Winterspielen in Salt Lake City (2002), bei den Leichtathletik-Weltmeisterschaften in Sevilla (1999) und Edmonton (2001), beim French Open (1999 bis 2005), bei den Olympischen Sommerspielen in Athen (2004), beim Papstbesuch am Weltjugendtag in Köln (2005), bei den Olympischen Winterspielen in Turin (2006), beim Papstbesuch in Bayern (2006), bei der Rad-WM in Salzburg (2006), bei den Olympischen Sommerspielen in Peking (2008) und bei Konzerten von *NSYNC und Robbie Williams sowie bei internationalen Spielfilmen wie Harry Potter, Troja und Eragon zum Einsatz.
2005 wurde Georg Riha für internationale Verdienste um den Österreichischen Film mit dem Billy Wilder Award ausgezeichnet, 2006 erhielt er den Axel-Corti-Preis.
Ab Jänner 2009 wurden von Georg Riha keine Dienstleistungen mehr durchgeführt und 2016 wurde die Firma Ultimate Pictures geschlossen.
2010 folgte eine Universum Produktion Wiener Wasser sowie die Dokumentation Bauten für die Künste – Architektur Juwelen in Niederösterreich. 2012 eine weitere ORF Dokumentation: Der Zauber von Laxenburg – zwischen Monarchie und Moderne, anlässlich 650 Jahre Laxenburg. 2014 erfolgte eine weitere ORF Dokumentation über die Kellergassen in Niederösterreich. 2016 folgte nach 10-jähriger Pause zum vierten Mal die Gestaltung und Produktion des Neujahrskonzert Pausenfilm unter dem Titel Zauberhaftes Salzburg anlässlich 200 Jahre Zugehörigkeit von Salzburg zu Österreich. 2018 das nächste Pausenprogramm des Neujahrskonzertes mit Thema „Wien Moderne (Viennese Modernism)“ anlässlich des 100. Gedenkjahres des Todes von Otto Wagner, Egon Schiele, Gustav Klimt und Koloman Moser. 2020 erfolgte das nächste Pausenprogramm des Neujahrskonzertes mit „Beethovens Blätterwirbel“ anlässlich des 250. Geburtsjahres von Ludwig van Beethoven.
Anlässlich des 50-Jahr Jubiläums der Pariser UNESCO Deklaration sowie des 30-Jahr Jubiläums der Ratifizierung durch Österreich folgte am 1. Januar 2022 die bis dato letzte Produktion für das Pausenprogramm des Neujahrskonzertes der Wiener Philharmoniker Mission Apollo. Im Oktober 2022 folgte anlässlich dieses Jubiläums zusätzlich ein Universum Zweiteiler Meisterwerke, Urwälder, Prachtbauten. Ein Porträt der 12 Welterbestätten in Österreich. Im Herbst 2023 folgt dazu ein Dreiteiler zum gleichen Thema aber mit anderen gestalterischen Schwerpunkten auf ORF III.
In bisher noch nie dagewesener Form, Umfang und Qualität, mit ausschließlich aus der Luft aufgenommenen Bildern, begann Georg Riha, neben den verschiedenen Produktionen, ab 2014 ein umfassendes Gesamtwerk über Österreich zu schaffen:
Mit dem Projekt Über Österreich entsteht ab den ersten Sendungen in den Jahren 2016–2023 für ORF III ein umfangreiches und vielfältiges Porträt Österreichs, das zeitlos ist und zugleich einen hohen dokumentarischen Stellenwert hat. Qualität und Poesie der Bildfolgen sowie des Textes und der Musik spielen dabei eine wesentliche Rolle. Ein Beispiel von „Slow-TV“. Gleichzeitig wird aber auch darauf geachtet, geographisches Wissen und Informationen zu vermitteln. Im Jahresrhythmus wird das Projekt mit jeweils einem 4-Teiler (Der Norden, Der Süden, Der Osten, Der Westen) erweitert. Auf Eine erste Erkundung im Jahr 2016 erfolgte 2017 Die zweite Erkundung. Danach folgte Die dritte Erkundung zu Pfingsten 2018. weiters folgte Die vierte Erkundung und schließlich Die fünfte Erkundung. Ergänzend dazu gibt es ein Salzburg-Special, sowie ein Südtirol-Special, zusätzlich ergänzend mit einer 5-teiligen Serie Die Reise des Adlers, und im Jahr 2023 die Sendungen: Über Österreich – das Best of und ein Über Österreich – das Making Of.
Das gesamte Projekt umfasst nun insgesamt 29 Sendungen und ist bereits in vielen Ländern weltweit gesendet worden. In intensiver Zusammenarbeit mit einer Reihe von renommierten Komponisten, den Texten der Autorin Felicitas Freise, sowie der unverwechselbaren Stimme des bereits verstorbenen Kammerschauspielers Peter Simonischek ist hier eine große Hommage an das Land Österreich entstanden.

## Filmdokumentationen
- 1994 Wasserwege – Natur und Großstadt am Beispiel von Wien: Dokumentation (45 Minuten) aus der Reihe ORF Universum
- 1996 Wasser für Wien: Dokumentation (19 Minuten)
- 1997 St. Stephan – Der lebende Dom: Dokumentation (50 Minuten) aus der Reihe ORF Universum
- 1999 Lech – der letzte Wildfluss: Dokumentation (45 Minuten) aus der Reihe ORF Universum
- 2000 Elementare Bilderwelten / Visions of Austria: Pausenfilm (24 Minuten) des Neujahrskonzerts der Wiener Philharmoniker
- 2000 Glockner – Der schwarze Berg: Dokumentation (90 Minuten) aus der Reihe ORF Universum
- 2000 Land im Gebirg: Kurzfilm (10 Minuten) mit Musik von Philip Glass
- 2002 Schönbrunn – Quelle der Schönheit: Dokumentation (52 Minuten) aus der Reihe ORF Universum mit Sir Peter Ustinov
- 2003 Wiener Wasser: Kurzfilm (17 Minuten)
- 2005 Wachau – Land am Strome: Dokumentation (50 Minuten) aus der Reihe ORF Universum
- 2005 Wiener Wälder – Grüne Juwele: Dokumentation (50 Minuten) aus der Reihe ORF Universum
- 2006 Mozart 06: Pausenfilm (24 Minuten) des Neujahrskonzerts der Wiener Philharmoniker
- 2006 Salzburg – Im Schatten der Felsen: Dokumentation (50 Minuten)
- 2007 Niederösterreich – Impressionen aus dem weiten Land: Kurzfilm (11 Minuten)
- 2008 Austrian Kickoff: Pausenfilm (25 Minuten) des Neujahrskonzerts der Wiener Philharmoniker
- 2008 Musik und Meer – Julian Rachlin & Friends: Dokumentation (30 Minuten) über das 8. Kammermusikfestival in Dubrovnik (Kroatien)
- 2008 Ein magischer Platz für die Musik: Dokumentation über das 8. Kammermusikfestival in Dubrovnik (Kroatien)
- 2010 Bauten für die Künste – Architekturjuwele in Niederösterreich: Dokumentation (25 Minuten) zeitgenössische Architektur in Niederösterreich. (ORF2)
- 2010 Wiener Wasser: Dokumentation (49 Minuten) aus der Reihe ORF Universum über die Wasserversorgung der Stadt Wien. (ORF2)
- 2012 Der Zauber von Laxenburg – Zwischen Monarchie und Moderne: Dokumentation (45 Minuten) (ORF2)
- 2014 Kellergassen in Niederösterreich – Weinkultur und Lebensfreude: Dokumentation (45 Minuten) (ORF2)[5]
- 2016 Zauberhaftes Salzburg – 200 Jahre bei Österreich: Pausenfilm (23 Minuten) des Neujahrskonzerts der Wiener Philharmoniker
- 2016 Über Österreich – Juwele des Landes – eine erste Erkundung: Dokumentarserie (4 × 45 Minuten) (ORF III)
- 2017 Maria Theresia – Vermächtnis einer Herrscherin: Dokumentation (47 Minuten) aus der ORF III Reihe Erbe Österreich
- 2017 Über Österreich – Juwele des Landes – die zweite Erkundung: Dokumentarserie (4 × 50 Minuten) (ORF III)
- 2018 Wiener Moderne 1918 • 2018: Pausenfilm (27 Minuten) des Neujahrskonzerts der Wiener Philharmoniker 2018
- 2018 Über Österreich – Juwele des Landes – die dritte Erkundung: : Dokumentarserie (4 × 50 Minuten) mit Gast Franz Klammer (ORF III)
- 2020 Beethovens Blätterwirbel: Pausenfilm (26 Minuten) des Neujahrskonzerts der Wiener Philharmoniker
- 2020 Über Österreich – Juwele des Landes – die vierte Erkundung: : Dokumentarserie (4 × 50 Minuten) mit Gast Heinz Fischer (ORF III)
- 2021 Über Österreich – Juwele des Landes – die fünfte Erkundung: : Dokumentarserie (4 × 50 Minuten) mit Gast Ingrid Thurnher (ORF III)
- 2022 Mission Apollo – Österreichs Erbe für die Welt: Pausenfilm anlässlich des UNESCO Jubiläums (25 Minuten) des Neujahrskonzerts der Wiener Philharmoniker Neujahrskonzerts der Wiener Philharmoniker
- 2022 Österreichs Erbe für die Welt – Meisterwerke, Urwälder, Prachtbauten: 2-teilige Dokumentation zum UNESCO Jubiläum (2 × 46 Minuten) aus der Reihe ORF Universum
- 2023 Österreichs Welterbe: 3-teilige Dokumentation zum UNESCO Jubiläum (3 × 46 Minuten) (3sat)

## Kooperationen und Dienstleistungen
- 1999 Janet Jackson im Madison Square Garden, New York (USA)
- 2000 NASCAR – Homestead in Miami (USA)
- 2000 Royal Ascot Horse Race (BBC, GB)
- 2000 N'Sync Konzert im Madison Square Garden, New York (USA)
- 2000 French Open / Roland Garros, Paris (Frankreich)
- 2000 Champions-League-Finale im Pariser Stade de France (Frankreich)
- 2001 Robbie Williams Konzert in der Royal Albert Hall (England)
- 2001 Royal Ascot Horse Race (BBC, GB)
- 2001 French Open / Roland Garros, Paris (Frankreich)
- 2002 Langlauf-WM in Laax (Schweiz)
- 2002 Olympische Winterspiele in Salt Lake City (USA)
- 2002 Royal Ascot Horse Race (BBC, GB)
- 2002 Resident Evil (Constantin Film)
- 2003 Alpine Skiweltmeisterschaften 2003 in St. Moritz (Schweiz)
- 2003 Troja (Malta und Mexiko)
- 2003 Harry Potter und der Gefangene von Askaban (London, England)
- 2004 Olympische Sommerspiele Athen (Griechenland)
- 2004 Inauguration Präsident Putin in Moskau (Russland)
- 2004 Harry Potter und der Feuerkelch (Schottland)
- 2005 Nordische Skiweltmeisterschaften 2005 in Oberstdorf (Deutschland)
- 2005 Der Kreml – Im Herzen Russlands (NDR, Deutschland)
- 2005 Victory Day Celebrations (Siegesfeier am Roten Platz in Moskau) (COR, Russland)
- 2005 Formel-I Grand Prix in Hockenheim (RTL, Deutschland)
- 2005 Der Papst beim Weltjugendtag in Köln (WDR, Deutschland)
- 2005 Eragon – Das Vermächtnis der Drachenreiter (20th Century Fox, England)
- 2006 Olympische Winterspiele in Turin (Italien)
- 2005 bis 2006 Life Ball in Wien (ATV+, Österreich)
- 2006 Formel-I Grand Prix in Barcelona (Spanien)
- 2006 Fußball-WM in Berlin (ARD, Deutschland)
- 2006 Formel-I Grand Prix in Hockenheim (RTL, Deutschland)
- 2006 Der Papst in Bayern (BR, Deutschland)
- 2006 Rad-WM in Salzburg (ORF, Österreich)
- 2006 Internationales Folk Song Festival in Nanning (CCTV, China)
- 2001 bis 2007 Skispringen Vierschanzentournee (Garmisch-Partenkirchen und Oberstdorf, RTL, Deutschland)
- 2007 Karneval in Rio de Janeiro (TV Globo, Brasilien)
- 2007 Life Ball in Wien (ORF, Österreich)
- 2007 Royal Ascot Horse Race (BBC, GB)
- 2007 Grand Prix in Interlagos/Sao Paulo (GLOBO-TV, Brasilien)
- 2007 Chinesische Mauer (CCTV, China)
- 2007 Die Chroniken von Narnia: Prinz Kaspian von Narnia (Disney / Walden Media)
- 2007 Pre-Olympic Show in Peking (CCTV, China)
- 2008 Skispringen Vierschanzentournee (Garmisch-Partenkirchen und Oberstdorf, ARD (BR) und ZDF, Deutschland)
- 2008 Karneval in Rio de Janeiro (TV Globo, Brasilien)
- 2008 Skiflug-Weltmeisterschaft in Oberstdorf (BR / ARD, Deutschland)
- 2008 Royal Ascot Horse Race (BBC, GB)
- 2008 Olympische Sommerspiele in Peking (BOB, China)
- 2009 Skispringen Vierschanzentournee (Garmisch-Partenkirchen und Oberstdorf, ARD (BR) und ZDF, Deutschland)
- 2009 FIS-Team-Tour (Skifliegen) in Oberstdorf (ZDF, Deutschland)
- 2009 FIS NORDISCHE SCHI WELTMEISTERSCHAFTEN (Liberec, Tschechisches Fernsehen, Tschechien)
- 2009 Jump Broadly (KM Culture, Südkorea)

## Bücher
- 1974 Der Wiener Naschmarkt
- 1983 Bauen in Österreich
- 1986 Brunnen – Brücken – Wehre
- 1985 Sound of Austria
- 1986 Vogelschau Österreich: Niederösterreich – das sanfte Land
- 1987 Vogelschau Österreich: Steiermark – Harmonie der Gegensätze
- 1987 Vogelschau Österreich: Salzburg – die vielstimmige Symphonie
- 1988 Vogelschau Österreich: Kärnten – die heitere Herausforderung
- 1988 Vogelschau Österreich: Oberösterreich – Fleiss und Fülle
- 1989 Vogelschau Österreich: Tirol – das erholsame Land
- 1989 Vogelschau Österreich: Burgenland – die kleine Unendlichkeit
- 1989 Vogelschau Österreich: Wien – Perspektiven einer Stadt
- 1990 Vogelschau Österreich: Vorarlberg – das andere Land
- 1991 Über Österreich
- 1991 Höhenflug
- 1991 Österreichs Bergwelt
- 2002 Wiener Wasser
- 2005 Die Höhere Sicht der Dinge – Natur und Landschaften in Österreich, mit einem Essay von Michael Köhlmeier
- 2006 Die Höhere Sicht der Dinge – Bauten und Architekturen in Österreich, mit einem Essay von Dietmar Steiner
- 2007 Die Höhere Sicht der Dinge – Arbeit und Industrie in Österreich, mit einem Essay von Konrad Paul Liessmann

## Auszeichnungen
- 1997 Festival du film de la construction et du BTP (für St. Stephan der lebende Dom)
- 1997 Romy (Fernsehpreis) „Beste Kamera“ (für St. Stephan der lebende Dom)
- 1998 Festival de Television de Monte Carlo 1998 (für St. Stephan der lebende Dom)
- 1999 Emmy-Award „Special Camera Operating“ beim „Janet Jackson Konzert“ (Los Angeles, USA)
- 2000 Staatspreis Wirtschaftsfilm für Elementare Bilderwelten (Österreich)
- 2000 6. Filmfest in St. Anton für Großglockner Previews (Österreich)
- 2001 44th New York Filmfestival für Land im Gebirg (USA)
- 2001 XXVI. International Tourist Film Festival Milano für Land im Gebirg (Italien)
- 2001 Festival International de Cinema de Muntanya für Land im Gebirg (Spanien)
- 2001 Berg- und Abenteuerfilmfestival Graz für Land im Gebirg (Österreich)
- 2002 Festival Europèen du Futuroscope für Land im Gebirg (Frankreich)
- 2002 5th Moscow intern. Festival of Mountain and Adventure Film (Russland)
- 2003 36th U.S. International Film and Video Festival für Schönbrunn – Well of Beauty (USA)
- 2003 New York Festival – Best Editing 'Finalist Certificate' – für 100 Jahre Wiener Linien (USA)
- 2003 European Masterclass für tools vs. gravity (Deutschland)
- 2004 Multimedia Staatspreis für tools vs. gravity (Österreich)
- 2005 Billy Wilder Award (für internationale Verdienste um den Österreichischen Film)
- 2006 New York Film Festival – Gold World Medal – für Wachau – Land am Strome (USA)
- 2006 Axel Corti Preis für „außergewöhnliche Naturdokumentationen“ (Österreich)
- 2006 39th U.S. International Film and Video Festival (Los Angeles, USA) – Gold Camera Award – für 125 Jahre Siemens Österreich
- 2006 39th U.S. International Film and Video Festival (Los Angeles, USA) – Silver Camera Award – für Wachau – Valley of Golden Magic
- 2006 39th U.S. International Film and Video Festival (Los Angeles, USA) – Certificate for Creative Excellence – für Mozart 06
- 2006 Grand Prix Cifft (Vienna, Austria) – Mention – für Neujahrskonzert 2006 – Mozart 06
- 2007 New York Film Festival – Bronze World Medal – für Salzburg – Im Schatten der Felsen (USA)
- 2007 SW ITF'CRO. Int. Tourfilm Festival in Split (Kroatien) – Diplom für den besten Schnitt – Niederösterreich – Impressionen aus dem weiten Land
- 2008 Tourfilm Festival Riga 2008 (Lettland) – Grand Award for the best tourism film – für Austrian Kickoff
- 2008 Das goldene Stadttor 2008 (ITB Berlin) – 2. Preis in der Kategorie REGION – für Austrian Kickoff
- 2008 41st U.S. International Film and Video Festival (Los Angeles, USA) – Certificate for Creative Excellence – für Austrian Kickoff
- 2008 1st Art & Tur – International Tourfilm Festival (Portugal) – Spezial Prize of the Jury – für Tirol – Land of Water
- 2008 1st Art & Tur – International Tourfilm Festival (Portugal) – Honour Mention – für Austrian Kickoff
- 2008 11. ITF'2008 CRO International Tourfilm Festival in Split (Kroatien) – Preis für die beste Regie – für Austrian Kickoff
- 2010 CINE TIROL Award für herausragende Leistungen für Tirol
- 2014 New York Film Festival – Gold World Medal – Zauber von Laxenburg
- 2016 New York Film Festival – Bronze World Medal – Zauberhaftes Salzburg (Magic Salzburg)
- 2017 Goldenes Ehrenzeichen für Verdienste um das Bundesland Niederösterreich
- 2022 Österreichisches Ehrenzeichen für Wissenschaft und Kunst für Verdienste um die Republik Österreich